# Pierre Jean-Marie Sotin de La Coindière
 (mai 2023).
Pierre Jean Marie Sotin de la Coindière (1764-1810) fut ministre de la Police générale sous le Directoire.

## Biographie
Sieur de la Coindière en Héric, il est le fils de Pierre Sotin, sieur de la Coindière, avocat au parlement de Bretagne et conseiller du commerce, sénéchal de la commanderie de Saint-Jean et Sainte-Catherine de Nantes, et de Marie-Anne Lafiton.
Il est lui-même avocat au parlement de Bretagne au début de la Révolution et devient président de l’Administration de la Loire-Inférieure. Il échappe de peu aux rigueurs du Comité révolutionnaire de Nantes, vient à Paris où, sur la recommandation de Philippe-Antoine Merlin de Douai, il est appelé le 8 thermidor an V (26 juillet 1797) au ministère de la Police. Dévoué à Paul Barras, il est l'un des auteurs du Coup d'État du 18 fructidor an V (4 septembre 1797). Il donne sa démission, le 25 pluviôse an VI (13 février 1798) et est nommé consul à Gênes puis à New York. Il est un théophilanthrope.[réf. nécessaire]
René Kerviler rapporte que dînant un jour en face de Letourneur, membre du Directoire, celui-ci se permit, après le champagne, de l'interpeller en disant : « Sais-tu bien que, de Sot à Sotin, il y a peu de distance » — « Celle de la table », répliqua le ministre de la police.